# فابيو ديكسون
فابيو ديكسون هو لاعب كرة قدم سويسري في مركز الدفاع، ولد في 21 يونيو 1999 في زيورخ في سويسرا. لعب مع نادي زيورخ.

## وصلات خارجية
- فابيو ديكسون على موقع قاعدة بيانات كرة القدم.إي يو (الإنجليزية)
- فابيو ديكسون على موقع Soccerbase.com (لاعب) (الإنجليزية)
- فابيو ديكسون على موقع عالم كرة القدم.نت (الإنجليزية)